# مارك لورانس
مارك لورانس (بالإنجليزية: Mark Lawrence)‏ (4 ديسمبر 1958 بميدلزبرة في المملكة المتحدة - ) هو لاعب كرة قدم بريطاني في مركز الوسط. لعب مع بورت فايل ونادي هارتلبول يونايتد وويتبي تاون ‏.

## وصلات خارجية
- مارك لورانس على موقع قاعدة بيانات كرة القدم.إي يو (الإنجليزية)